# Oezbekistan op de Olympische Zomerspelen 2012
Oezbekistan nam deel aan de Olympische Zomerspelen 2012 in Londen, Verenigd Koninkrijk.

## Medailleoverzicht
| Sport         | Olympiër       | Onderdeel  | Medaille |
| ------------- | -------------- | ---------- | -------- |
| Boksen        | Abbos Atoev    | -75kg (m)  | Brons    |
| Gewichtheffen | Ivan Efremov   | -105kg (m) | Brons    |
| Judo          | Rishod Sobirov | -60kg (m)  | Brons    |

## Deelnemers en resultaten
(m) = mannen, (v) = vrouwen

### Atletiek
| Olympiër               | Onderdeel              | Resultaat | Prestatie |
| ---------------------- | ---------------------- | --------- | --- |
| Artem Dyatlov          | 400m horden (m)        | 42e       | serie 6: 7de in 51,55 |
| Ivan Zaytsev           | speerwerpen (m)        | 36e       | kwalificatie groep A: 20ste met 73,94m |
| Suhrob Khodjaev        | kogelslingeren (m)     | 38e       | kwalificatie groep A: 20ste met 65,88m |
| Rifat Artikov          | tienkamp (m)           | 26e       | 100m: 29ste in 11,37 verspringen: 30ste met 6,41m kogelstoten: 18de met 14,11m hoogspringen: 21ste met 1,93m 400m: 28ste in 51,91 110m horden: 17de in 14,74 discuswerpen: 20ste met 43,53m polsstokhoogspringen: 23ste met 4,40m speerwerpen: 19de met 56,62m 1500m: 25ste in 5.09,52 totaal: 7203 punten |
|                        |                        |           | |
| Guzal Khubbiyeva       | 100m (v)               | 25e       | serie 6: 4de in 11,22 |
| Nataliya Asanova       | 400m horden (v)        | 34e       | serie 2: 6de in 58,05 |
| Yuliya Tarasova        | verspringen (v)        | DNF       | kwalificatie groep A: geen geldige poging |
| Anastasiya Juravleva   | hink-stap-springen (v) | 29e       | kwalificatie groep B: 17de met 13,54m |
| Aleksandra Kotlyarova  | hink-stap-springen (v) | 28e       | kwalificatie groep A: 11de met 13,55m |
| Nadiya Dusanova        | hoogspringen (v)       | 20e       | kwalificatie groep A: 11de met 1,85m |
| Svetlana Radzivil      | hoogspringen (v)       | 6e        | kwalificatie groep B: 1ste met 1,96m finale: 6de met 1,97m |
| Elena Smolyanova       | kogelstoten (v)        | 30e       | kwalificatie groep A: 15de met 14,43m |
| Anastasiya Svechnikova | speerwerpen (v)        | 35e       | kwalificatie groep B: 18de met 51,27m |

### Boksen
| Olympiër              | Onderdeel | Resultaat | Prestatie |
| --------------------- | --------- | --------- | --- |
| Jasurbek Latipov      | -52kg (m) | 5e        | 1ste ronde: vrij 2de ronde: W van EGY Yehia: 21-11 kwartfinale: V van MGL Nyambayar: 10-15                                                          |
| Orzubek Shayimov      | -56kg (m) | 17e       | 1ste ronde: V van BRA de Jesus: 7-13 |
| Fazliddin Gaibnazarov | -60kg (m) | 5e        | 1ste ronde: W van CMR Mewoli: 11-6 2de ronde: W van USA Ramírez: 15-11 kwartfinale: V van KOR Han: 13-16                                            |
| Uktamjon Rahmonov     | -64kg (m) | 5e        | 1ste ronde: W van ECU Rojas: 16-10 2de ronde: W van TUR Şener: 16-8 kwartfinale: V van CUB Iglesias: 15-21                                          |
| Uktamjon Rahmonov     | -75kg (m) | Brons     | 1ste ronde: W van MAR Haddioui: 11-9 2de ronde: W van ROU Juratoni: 12-10 kwartfinale: W van IND Singh: 17-13 halve finale: V van JPN Murata: 12-13 |
| Elshod Rasulov        | -81kg (m) | 5e        | 1ste ronde: vrij 2de ronde: W van TUN El-Mekachari: 13-6 kwartfinale: V van RUS Mekhontsev: 15-19                                                   |

### Gewichtheffen
| Olympiër           | Onderdeel  | Resultaat | Prestatie                                                    |
| ------------------ | ---------- | --------- | ------------------------------------------------------------ |
| Ruslan Makarov     | -56kg (m)  | DNS       | niet gestart                                                 |
| Bahrom Mendibaev   | -69kg (m)  | DNF       | trekken: geen geldige poging                                 |
| Sherzodjon Yusupov | -85kg (m)  | 11e       | trekken: 13de met 155kg stoten: 12de met 195kg totaal: 350kg |
| Ivan Efremov       | -105kg (m) | Brons     | trekken: 6de met 183kg stoten: 5de met 218kg totaal: 401kg   |
| Ruslan Nurudinov   | -105kg (m) | DSQ       | trekken: 4de met 184kg stoten: 3de met 220kg totaal: 404kg   |
|                    |            |           |                                                              |
| Marina Sisoyeva    | -48kg (v)  | DNF       | trekken: geen geldige poging                                 |

### Gymnastiek
| Olympiër          | Onderdeel                | Resultaat | Prestatie |
| Ritmisch          | Ritmisch                 | Ritmisch  | Ritmisch |
| ----------------- | ------------------------ | --------- | --- |
| Ulyana Trofimova  | individueel (v)          | 20e       | kwalificatie: 20ste hoepel: 20ste met 24,650 punten bal: 20ste met 24,625 punten knotsen: 23ste met 23,275 punten lint: 21ste met 24,800 punten totaal: 97,350 punten |
| Trampoline        |                          |           | |
| Ekaterina Khilko  | vrouwen                  | 12e       | kwalificatie: 12de met 99,290 punten |
| Turnen            |                          |           | |
| Loeiza Galioelina | individuele meerkamp (v) | DSQ*      | |

* Loeiza Galioelina werd uitgesloten van deelname aan de Olympische Spelen. Bij een dopingcontrole op 25 juli werd ze betrapt op furosemide, een maskerend middel.

### Judo
| Olympiër           | Onderdeel  | Resultaat | Prestatie |
| ------------------ | ---------- | --------- | --- |
| Rishod Sobirov     | -60kg (m)  | Brons     | 1ste ronde: vrij 2de ronde: W van AUT Paischer: waza-ari 3de ronde: W van VEN Guédez: ippon kwartfinale: W van BRA Kitadai: waza-ari halve finale: V van RUS Galstyan: yuko bronzen finale: W van FRA Milous: waza-ari |
| Mirzahid Farmonov  | -66kg (m)  | 9e        | 1ste ronde: vrij 2de ronde: W van LBA Elkawiseh: ippon 3de ronde: V van KOR Cho: yuko |
| Navruz Jurakobilov | -73kg (m)  | 8e        | 1ste ronde: W van NRU Dowabobo: waza-ari 2de ronde: W van CAN Tritton: yuko 3de ronde: V van TJK Boqiev: ippon |
| Yakhyo Imamov      | -81kg (m)  | 17e       | 1ste ronde: vrij 2de ronde: V van KOR Kim: gouden score |
| Dilshod Choriev    | -90kg (m)  | 7e        | 1ste ronde: W van SWE Nyman: waza-ari 2de ronde: W van HUN Madarász: ippon kwartfinale: V van BRA Camilo: koka herkansingen: V van JPN Nishiyama: gouden score                                                         |
| Ramziddin Sayidov  | -100kg (m) | 5e        | 1ste ronde: W van USA Vashkulat: waza-ari 2de ronde: W van CUB Despaigne: waza-ari kwartfinale: V van MGL Tüvshinbayar: waza-ari herkansingen: W van AZE Gasimov: ippon bronzen finale: V van GER Peters: waza-ari     |

### Kanovaren
| Olympiër       | Onderdeel     | Resultaat | Prestatie                                                                        |
| -------------- | ------------- | --------- | -------------------------------------------------------------------------------- |
| Vadim Menkov   | C-1 200m (m)  | 10e       | serie 3: 4de in 42,171 halve finale: 6de in 42,944 finale B: 2de in 44,168       |
| Vadim Menkov   | C-1 1000m (m) | 10e       | serie 3: 2de in 4.05,895 halve finale 1: 4de in 3.53,257 finale: 4de in 3.49,255 |
|                |               |           |                                                                                  |
| Yuliya Borzova | K-1 200m (v)  | 24e       | serie 4: 6de in 44,872 halve finale 3: 8ste in 44,426                            |
| Yuliya Borzova | K-1 500m (v)  | 21e       | serie 3: 6de in 2.03,893 halve finale 3: 8ste in 2.00,584                        |

### Schermen
| Olympiër       | Onderdeel | Resultaat | Prestatie                                                             |
| -------------- | --------- | --------- | --------------------------------------------------------------------- |
| Ruslan Kudayev | degen (m) | 9e        | 1ste ronde: W van KOR Park: 15-9 2de ronde: V van VEN Fernández: 3-15 |

### Schietsport
| Olympiër        | Onderdeel                  | Resultaat | Prestatie                                        |
| --------------- | -------------------------- | --------- | ------------------------------------------------ |
| Sakina Mamedova | 10m luchtgeweer (v)        | 49e       | kwalificatie: 49ste met 389 punten (97-98-99-95) |
| Sakina Mamedova | 50m geweer 3 houdingen (v) | 22e       | kwalificatie: 22ste met 578 punten (192-192-194) |

### Taekwondo
| Olympiër         | Onderdeel | Resultaat | Prestatie                                                          |
| ---------------- | --------- | --------- | ------------------------------------------------------------------ |
| Dmitriy Kim      | -68kg (m) | 11e       | voorronde: V van BRA Silva: 2-3                                    |
| Akmal Irgashev   | +80kg (m) | 11e       | voorronde: V van MLI Keïta: 4-13                                   |
|                  |           |           |                                                                    |
| Natalya Mamatova | +67kg (v) | 7e        | voorronde: V van FRA Graffe: 9-17 herkansingen: V van KOR Lee: 1-8 |

### Tennis
| Olympiër      | Onderdeel     | Resultaat | Prestatie |
| ------------- | ------------- | --------- | --- |
| Denis Istomin | enkelspel (m) | 9e        | 1ste ronde: W van ESP Verdasco: 6-4, 7-6(9) 2de ronde: W van LUX Müller: 6-7(4), 7-6(3), 7-5 3de ronde: V van SUI Federer: 5-7, 3-6 |

### Wielersport
| Olympiër            | Onderdeel        | Resultaat | Prestatie      |
| ------------------- | ---------------- | --------- | -------------- |
| Muradjan Halmuratov | wegwedstrijd (m) | DNF       | niet gefinisht |
| Sergej Lagoetin     | wegwedstrijd (m) | 5e        | 5:46.05        |

### Worstelen
| Olympiër           | Onderdeel   | Resultaat   | Prestatie |
| Vrije stijl        | Vrije stijl | Vrije stijl | Vrije stijl |
| ------------------ | ----------- | ----------- | --- |
| Dilshod Mansurov   | -55kg (m)   | 14e         | kwalificatie: vrij 1ste ronde: V van PRK Yang: 1-3 |
| Ikhtiyor Navruzov  | -66kg (m)   | 9e          | kwalificatie: vrij 1ste ronde: W van GEO Tushishvili: 3-1 kwartfinale: V van IND Kumar: 1-3 herkansingen: V van TUR Şahin: 1-3                                        |
| Soslan Tigiev      | -74kg (m)   | DSQ         | kwalificatie: vrij 1ste ronde: W van GRE Motsalin: 3-0 kwartfinale: V van IRI Goudarzi: 1-3 herkansingen: W van BUL Terziev: 3-0 bronzen finale: W van HUN Hatos: 3-0 |
| Zaurbek Sokhiev    | -84kg (m)   | 14e         | kwalificatie: V van UKR Aldatov: 1-3 |
| Kurban Kurbanov    | -96kg (m)   | 5e          | kwalificatie: vrij 1ste ronde: V van USA Varnet: 1-3 herkansingen: W van CAN Pliev: 3-1 bronzen finale: V van GEO Gogshelidze: 1-3                                    |
| Artur Taymazov     | -120kg (m)  | DSQ         | kwalificatie: vrij 1ste ronde: W van GER Matuhin: 3-0 kwartfinale: W van IRI Ghasemi: 3-0 halve finale: W van USA Dlagnev: 5-0 finale: W van GEO Modzmanashvili: 3-0  |
|                    |             |             | |
| Elmurat Tasmuradov | -55kg (v)   | 16e         | kwalificatie: vrij 1ste ronde: V van HUN Módos: 0-3 |
| Muminjon Abdullaev | -120kg (v)  | 15e         | kwalificatie: vrij 1ste ronde: V van USA Byers: 0-3 |

Tigijev won in eerste instantie brons, maar moest die inleveren vanwege dopinggebruik.

### Zwemmen
| Olympiër          | Onderdeel           | Resultaat | Prestatie               |
| ----------------- | ------------------- | --------- | ----------------------- |
| Yulduz Kuchkarova | 200m rugslag (v)    | 37e       | serie 1: 5de in 2.18,60 |
| Ranohon Amanova   | 200m wisselslag (v) | 25e       | serie 2: 4de in 2.15,37 |

Afghanistan · Albanië · Algerije · Amerikaanse Maagdeneilanden · Amerikaans-Samoa · Andorra · Angola · Antigua en Barbuda · Argentinië · Armenië · Aruba · Australië · Azerbeidzjan · Bahama's · Bahrein · Bangladesh · Barbados · België · Belize · Benin · Bermuda · Bhutan · Bolivia · Bosnië en Herzegovina · Botswana · Brazilië · Britse Maagdeneilanden · Brunei · Bulgarije · Burkina Faso · Burundi · Cambodja · Canada · Centraal-Afrikaanse Republiek · Chili · China · Chinees Taipei · Colombia · Comoren · Congo-Brazzaville · Congo-Kinshasa · Cookeilanden · Costa Rica · Cuba · Cyprus · Denemarken · Djibouti · Dominica · Dominicaanse Republiek · Duitsland · Ecuador · Egypte · El Salvador · Equatoriaal-Guinea · Eritrea · Estland · Ethiopië · Fiji · Filipijnen · Finland · Frankrijk · Gabon · Gambia · Georgië · Ghana · Grenada · Griekenland · Groot-Brittannië · Guam · Guatemala · Guinee · Guinee‑Bissau · Guyana · Haïti · Honduras · Hongarije · Hongkong · Ierland · IJsland · India · Indonesië · Irak · Iran · Israël · Italië · Ivoorkust · Jamaica · Japan · Jemen · Jordanië · Kaaimaneilanden · Kaapverdië · Kameroen · Kazachstan · Kenia · Kirgizië · Kiribati · Koeweit · Kroatië · Laos · Lesotho · Letland · Libanon · Liberia · Libië · Liechtenstein · Litouwen · Luxemburg · Macedonië · Madagaskar · Malawi · Maldiven · Maleisië · Mali · Malta · Marshalleilanden · Marokko · Mauritanië · Mauritius · Mexico · Micronesië · Moldavië · Monaco · Mongolië · Montenegro · Mozambique · Myanmar · Namibië · Nauru · Nederland · Nepal · Nicaragua · Nieuw-Zeeland · Niger · Nigeria · Noord-Korea · Noorwegen · Oeganda · Oekraïne · Oezbekistan · Oman · Oostenrijk · Oost-Timor · Pakistan · Palau · Palestina · Panama · Papoea-Nieuw-Guinea · Paraguay · Peru · Polen · Portugal · Puerto Rico · Qatar · Roemenië · Rusland · Rwanda · Saint Kitts en Nevis · Saint Lucia · Saint Vincent en Grenadines · Salomonseilanden · Samoa · San Marino · Sao Tomé en Principe · Saoedi-Arabië · Senegal · Servië · Seychellen · Sierra Leone · Singapore · Slovenië · Slowakije · Soedan · Somalië · Spanje · Sri Lanka · Suriname · Swaziland · Syrië · Tadzjikistan · Tanzania · Thailand · Togo · Tonga · Trinidad en Tobago · Tsjaad · Tsjechië · Tunesië · Turkije · Turkmenistan · Tuvalu · Uruguay · Vanuatu · Venezuela · Verenigde Arabische Emiraten · Verenigde Staten · Vietnam · Wit-Rusland · Zambia · Zimbabwe · Zuid-Afrika · Zuid-Korea · Zweden · Zwitserland · Onafhankelijke atleten